# Поттер, Дин
Дин Поттер (14 апреля 1972, Форт-Левенуэрт, Канзас, США — 16 мая 2015, национальный парк Йосемити, США) — американский соло-скалолаз, альпинист, бейс-джампер, бейслайнер и хайлайнер. Он известен сложными первопроходами, прохождениями фри-соло и скоростными восхождениями в национальном парке Йосемити (США) и Патагонии.

## Биография
Родился 14 апреля 1972 года в военном госпитале в Форт-Левенуэрте (штат Канзас) , затем его семья переехала в Нью-Бостон (штат Нью-Гэмпшир). Его мать преподавала йогу, отец служил полковником в армии. В разных интервью Дин по-разному отвечает на вопрос, когда он начал заниматься скалолазанием. Ориентировочно в 14-16 лет. Он лазил с другом самостоятельно на закрытой военной территории. С самого начала Дин лазил без страховки и только потом начал её применять. И с того же времени он специализируется на щелевом лазании.

Я начал лазить, когда мне было 18 лет. Рядом с моим домом в Нью-Гэмпшире было много скал изобиловавших трещинами, расколами. Эта техника стала первой изученной мной техникой скалолазания. Сегодня я живу в 10 км от Йосемити. Эти горы просто «клондайк» трещинного лазания, тут есть просто ВСЁ! Кроме того у меня есть свой дачный домик в Moab, штат Юта, который считается вторым по крутости трещинным районом в мире.

Поттер бросил обучение в Университете Нью-Хэмпшира после трёх семестров и посвятил себя своей скалолазной страсти. Он быстро дорос до уровня лазания 8а.
В 1993 году Дин Поттер впервые попробовал слэклайн и впервый же день смог пройти всю стропу и развернуться. Основам его научил гуру слэклайна и такой же бродяга Чонго Чак (Chongo). С тех пор он постоянно использовал её в скалолазании, а также стал проходить хайлайн (стропа, натянутая на большой высоте), иногда без страховки.
В 2003 году Дин Поттер начал прыгать бэйс. Со временем он объединил бэйпрыжки с лазанием фри соло и прохождением хайлайна, используя специально сконструированный парашют вместо страховки.
В августе 2008 года Дин проходит маршрут на Айгере Deep Blue Sea (300, 7b+), с BASEовым парашютом в качестве страховки.
Рекордный полёт по времени в воздухе в вингсьюте — прыжок Дина Поттера с Айгера в ноябре 2011 года, полёт продолжался 3 минуты 20 секунд до открытия парашюта, за это время он пролетел около 7,5 километра по горизонтали и более 2700 метров по вертикали. Подъём на вершину Айгера по Восточному ребру он совершил в связке с Иво Нинов (Ivo Ninov).
Дин Поттер стал первым, кто в 2012 году прошёл свободным лазанием Эль-Капитан в Йосемити по маршруту «Freerider» (в 36 веревок) с максимальной сложностью 7с в ключевых участках.
Кроме того, в течение долгого времени Дин изучал боевые искусства, айкидо и стратегию Miyamoto Musashi, в течение нескольких лет изучал его книгу «Go Rin No Sho» (Книга Пяти колец).

### Скандал с «Изящной аркой»
В 2006 году о Дине Поттере снимался документальный фильм Aerialist. В рамках работы над фильмом ранним утром 7 мая 2006 года, после нескольких тренировочных пролазов в течение ночи, Поттер совершил фри-соло подъём на «Изящную арку» — одну из самых известных достопримечательностей национального парка «Арчес» и неофициальный символ штата Юта. В тот же день альпинист отослал отснятый фотоматериал в маркетинговый отдел компании Patagonia, с которой у него был рекламный контракт. На следующий день репортаж о восхождении Поттера появился в газете «The Salt Lake Tribune». Информация о том, что кто-то залез на «Изящную арку», вызвала волну осуждения со стороны жителей штата и любителей природы. Альпинистское сообщество в своих мнениях разделилось: в целом, Поттера осуждали не за то, что он поднялся на арку, а за то, что сделал это ради саморекламы. Последующий осмотр арки с помощью фотокамер показал выемки в песчанике, которых там ранее не было. Поттера обвинили в том, что борозды протёрли верёвки двоих операторов, которые его снимали. Сам Поттер утверждал, что до него на арке уже не раз были скалолазы, и эти следы были там до его лазания. Руководство национального парка не стало привлекать к ответственности Поттера, так как никаких правил, регулирующих поведение в парке, он не нарушал. Тем не менее, эти правила оперативно были изменены: отныне в парке был запрещён слэклайн (одно из хобби Поттера), подъём на любые арки, указанные на карте и установка новых шлямбуров — по сути, новые правила поставили крест на развитии скалолазания в парке «Арчес» — и это тоже поставили в вину Поттеру. Опасаясь потери рекламного контракта с компанией «Patagonia» Поттер обратился к друзьям и знакомым с просьбой посылать в офис компании письма в свою защиту. В результате «Patagonia» получила множество писем как за, так и против поступка Поттера. Несмотря на публичные извинения, компании-спонсоры разорвали с ним контракты, не желая иметь отношения к скандалу.

### Гибель
16 мая 2015 года Дин Поттер и его напарник Грэм Хант разбились при выполнении прыжка в костюме-крыле с высоты 2,3 тыс. метров в национальном парке Йосемити. Трюкачи пытались пролететь сквозь узкую щель в гранитных скалах, но промахнулись и разбились о камни. Их тела были найдены на следующий день. Парашюты не были раскрыты.
Дин врезался в скалу на скорости 160 км/ч. Его останки были разбросаны по округе на расстоянии в 20 м. 
После кремации прах Дина был развеян с вершины Эль-Капитана, над маршрутом «Фрирайдер», а урна заложена внутрь стоящего у тропы к вершине древнего можжевелового дерева, расколотого молнией.

## Личная жизнь
- Родители поддерживали его, несмотря на высокую опасность увлечения сына.
- С 2002 по 2010 год Дин Поттер был женат на профессиональной скалолазке Стэф Девис.
- Дин считал ворона своим тотемным животным.